# Кінець світу (фільм, 1962)
«Кінець світу» (рос. «Конец света») — радянський антирелігійний комедійний фільм 1962 року режисера Бориса Бунеєва.

## Сюжет
У село Опенки приїжджає молодий священик отець Михайло. Відновивши напівзруйновану церкву, батюшка починає службу. Одночасно в селі з'являється дідок Філін, який називає себе «святого життя людиною», і оселившись у Мотрони, яка втратила на війні сина, починає залучати сільських бабусь в свою «віру». Недосвідчений батюшка не витримує конкуренції з запеклим шарлатаном в боротьбі за уми сільських бабусь, і їде, іронічно про себе кажучи: «Молодий фахівець дезертирував з трудового фронту». Місцева влада, повісивши на церкві табличку: «Пам'ятник архітектури. Охороняється державою», закриває церкву і бадьоро рапортує в район про велику перемогу наукового атеїзму. Однак, радіє закриттю церкви і Філін, і в самий розпал літніх жнив він оголошує наступ «кінця світу» відводячи бабусь на Лису гору. Цим заходом зацікавлюється районна міліція і дільничний застає «святого старця» — але не зі своєю «паствою», що сиділа на Лисій горі голодною в очікуванні апокаліпсису, а на колгоспному городі з краденими огірками, і визнає в ньому старого знайомого — розкуркуленого палія колгоспної стайні.

## У ролях
- Станіслав Соколов —  Саша Лікардокнн
- Євгенія Колмикова —  Поля
- Тетяна Пельтцер —  Мотря, колгоспниця
- Віталій Поліцеймако —  Філін
- Станіслав Любшин —  отець Михайло
- Дая Смирнова —  матінка Клавдія, дружина отця Михайла
- Варвара Попова —  Агафія
- Володимир Ратомський —  дід Пафнутій, колгоспний сторож
- Євген Крючков —  Федя, бригадир
- Юрій Харченко —  Гриша Зубарик
- Петро Любешкін —  Єгор Іванович, голова колгоспу
- Віктор Сергачов —  дільничний міліціонер
- Микола Пажитнов —  лектор
- Ія Маркс —  Акуліна
- Олег Відов —  Ваня, загиблий син Мотрони
- Віктор Маркін —  головлікар
- Ксенія Козьміна —  мати Полі

## Знімальна група
- Режисер — Борис Бунеєв
- Сценарист — Василь Соловйов
- Оператори — Лев Рагозін, Олександр Хвостов
- Композитор — Євген Птичкін
- Художник — Ольга Бєднова